# Metalinhomoeus tenuicaudatus
Metalinhomoeus tenuicaudatus is een rondwormensoort uit de familie van de Linhomoeidae. De wetenschappelijke naam van de soort is voor het eerst geldig gepubliceerd in 1935 door Allgén.